# キファ (モーリタニア)
キファ（Kiffa）は、モーリタニア南部のアサバ州の州都。
2013年の人口は6万5人。

キファはサヘル地帯の北限に位置している。
近年サハラ砂漠の拡大によって遊牧民が流入したことで人口が急増している。
キファはとんぼ玉の一種であるキファ (ビーズ)によって知られている。